# Halogenare
Halogenarea este un tip de reacție chimică în cadrul căreia are loc o reacție de adiție a unuia sau mai multor atomi de halogen la molecula unui compus chimic sau material. Reacția de halogenare poate decurge în mai multe feluri, cu obținerea de diferiți produși pentru aceeași reactanți, depinzând de substratul organic și de grupele funcționale constituente. Este întâlnită atât în rândul compușilor organici (în special la aceștia), cât și rândul compușilor anorganici. Halogenarea mai poate și fi prin substituție.
Un exemplu ar fi reacția dintre un halogen precum bromul, care se adiționează la legătura dublă dintr-o alchenă (conform regulii lui Markovnikov în cazul adiționării acidului bromhidric). În urma acestei bromurări, se obține un derivat bromurat al unui alcan (haloalcan):
RCH=CHR′ + Br2 → RCHBr–CHBrR′

## Reacții organice

### Substituție
Hidrocarburile saturate nu dau reacții de adiție a halogenilor, dar au o reacție specifică de substituție fotochimică, prin care un atom de halogen substituie un atom de hidrogen de la atomul de carbon. Această reacție este folosită pe larg la nivel industrial pentru obținerea derivaților clorurați ai metanului (clorura de metil), clorura de metilen, clorura de metin (cloroform) și tetraclorura de carbon):
{\displaystyle \mathrm {CH_{4}+Cl_{2}\longrightarrow CH_{3}Cl+HCl} }
{\displaystyle \mathrm {CH_{3}Cl+Cl_{2}\longrightarrow CH_{2}Cl_{2}+HCl} }
{\displaystyle \mathrm {CH_{2}Cl_{2}+Cl_{2}\longrightarrow CHCl_{3}+HCl} }
{\displaystyle \mathrm {CHCl_{3}+Cl_{2}\longrightarrow CCl_{4}+HCl} }

### Adiție
Compușii organici nesaturați, în special alchenele și alchinele, dau reacții de halogenare prin adiție de halogen la legătura dublă:
RCH=CHR′ + X2 → RCHX–CHXR′
Adiția de halogeni la alchene are loc cu formarea unor ioni intermediari de haloniu, care au fost chiar separați în cazuri mai speciale.

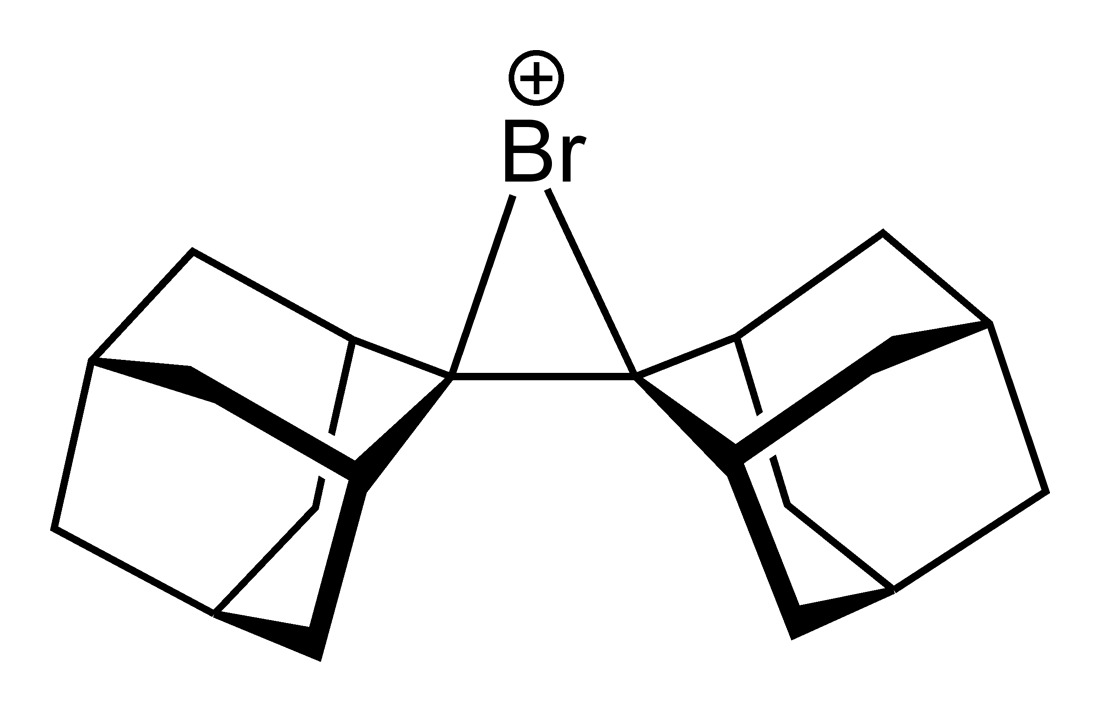
Structura unui ion de bromoniu

### Halogenare aromatică
Compușii aromatici dau reacții de halogenare electrofilă:
RC6H5 + X2 → HX + RC6H4X
Modul în care decurge halogenarea este influențată de tipul de halogen. Fluorul și clorul sunt mult mai electrofili, fiind astfel agenți de halogenare mai agresivi. Bromul este un agent mai slab de halogenare, iar iodul este cel mai puțin reactiv dintre halogeni.